# Paraoncidium
Paraoncidium är ett släkte av snäckor. Paraoncidium ingår i familjen Onchidiidae.
Kladogram enligt Catalogue of Life:
| Paraoncidium | \| \| Paraoncidium beutschlii \| \| \| \| \| \| Paraoncidium chameleon \| \| \| \| \| \| Paraoncidium fungiforme \| \| \| \| \| \| Paraoncidium meriakrii \| \| \| \| |
|              | \| \| Paraoncidium beutschlii \| \| \| \| \| \| Paraoncidium chameleon \| \| \| \| \| \| Paraoncidium fungiforme \| \| \| \| \| \| Paraoncidium meriakrii \| \| \| \| |
|              | Onchidella |
|              | |
|              | Onchidina |
|              | |
|              | Onchidium |
|              | |
|              | Peronia |
|              | |
|              | Platevindex |
|              | |
|              | Paraoncidium beutschlii |
|              | |
|              | Paraoncidium chameleon |
|              | |
|              | Paraoncidium fungiforme |
|              | |
|              | Paraoncidium meriakrii |
|              | |

|  | Paraoncidium beutschlii |
|  |                         |
|  | Paraoncidium chameleon  |
|  |                         |
|  | Paraoncidium fungiforme |
|  |                         |
|  | Paraoncidium meriakrii  |
|  |                         |